# Waldheimat
Waldheimat är en skog i Österrike.   Den ligger i förbundslandet Steiermark, i den östra delen av landet, 100 km sydväst om huvudstaden Wien.
I omgivningarna runt Waldheimat växer i huvudsak blandskog. Runt Waldheimat är det ganska tätbefolkat, med 80 invånare per kvadratkilometer.